# Moravské Budějovice
Moravské Budějovice es una localidad del distrito de Třebíč en la región de Vysočina, República Checa, con una población estimada a principio del año 2018 de 7397 habitantes. Es el lugar de nacimiento del compositor Ralph Benatzky (1884-1957).
Se encuentra ubicada al sureste de la región, cerca de la orilla de los ríos Jihlava y Svratka (cuenca hidrográfica del Danubio), y de la frontera con Austria y la región de Moravia Meridional.

## Historia
En 1918, Moravské Budějovice (con el nombre de Mährisch Budwitz) formó parte de la monarquía austrohúngara (parte de Cisleitania después del compromiso de 1867), en el distrito con el mismo nombre, uno de los 34 Bezirkshauptmannschaften en Moravia.